# Amal Kenawy
Amal Kenawy (1974 - 19 de agosto de 2012) fue una artista contemporánea de las artes visuales egipcia, conocida por sus videos y sus performances. En actividad desde 1998, su carrera fue reconocida en todo el mundo. Su obra toca temas como la muerte y la regeneración. Sobre su filosofía artística, afirmó: «No concibo mi arte como el de una feminista en el sentido tradicional de la palabra, sino como el de una artista. De alguna forma, me importa la memoria y las emociones humanas subyacentes como el deseo y la violencia, entre otros sentimientos. Estoy intentando encontrar un lenguaje capaz de llegar al receptor, un lenguaje que no esté sujeto a una determinada cultura, oriental u occidental».

## Biografía
Amal Kenawy nació en 1974 en El Cairo. Desde una edad muy temprana mostró interés en el arte y el diseño de modas. Durante su infancia, realizaba su propia ropa a partir de cualquier material que pudiera encontrar. Sus padres pasaban por dificultades financieras y ella era la menor de sus cuatro hijos. 
Comenzó sus estudios artísticos en el Instituto Cinematográfico de Egipto. En 1999 recibió su título de grado en pintura, otorgado por la Facultad de Bellas Artes de la Universidad de Helwan.
Inició su carrera mientras era estudiante, colaborando con su hermano mayor, Abdel Ghany Kenawy. De esta unión nacieron una gran diversidad de obras, entre las que se cuentan esculturas, composiciones y videos. Su obra recibió varios premios y fue reconocida a nivel global; de hecho, recibió el gran premio de la UNESCO en la bienal internacional de El Cairo. Kenawy se casó con Shady Elnoshokaty, un artista contemporáneo que le brindó ayuda al comienzo de su trayectoria. Después de que se divorciaron, ella comenzó a vivir con su hijo, Yassin. 
Sus obras en solitario hacen uso de un enfoque más íntimo. Empleó para ello su propio cuerpo junto con representaciones de materiales frágiles, animales y objetos, con el fin de expresar dolor físico y mental, y abordar temáticas como el nacimiento, el matrimonio, la muerte, los sueños y la memoria.
Kenawy murió el 19 de agosto de 2012, a los 38 años, a causa de la leucemia. Sus obras aún se exhiben en varios museos e instituciones del mundo.
Su obra se localiza en una colección pública de gran tamaño en el Mathaf (Catar) y en la Fundación Sharjah en los Emiratos Árabes Unidos. Se exhibe en grandes bienales, como la de Dakar y la de Sharjah.

## Obras
- Frozen Memory (الذاكرة المجمّدة،). Composición de videos, fotografías y esculturas (2003).[6]
- The Room. Performance. (2003).[3]
- The Journey. Performance filmada en video y escultura de cera en la que aparece Amal con un vestido blanco y flotando por encima de la habitación en la que se encuentra, solo para caer de pronto parada y luego girar y flotar nuevamente (2004).
- You Will Be Killed, animación en video y cuadros (2006).[3]
- Booby Trapped Heaven, video y fotografía (2006).
- Non Stop Conversation, video y performance (2007).[3]
- Silence of the Lambs o Silence of the Sheep, performance pública (2010).[3][5][7]

## Premios
- 1998  Gran premio de la UNESCO en la VII Bienal Internacional de El Cairo.[4]
- 1998  Comisión de la AICA (Estudios de Arte de Marsella), Francia.
- 2003  Mención especial en el Festival Internacional de Ismailía de documentales y cortometrajes, Egipto.
- 2004  Beca de la fundación suiza Pro Helvetia, Aarau, Suiza.
- 2004  2004 Premio Estatal Nacional en Artes, Ciencia y Literatura por uso de video como medio visual, Egipto.
- 2004  Premio de la Bienal de Dakar.[4]
- 2005  Premio de Oro de la XXIII Bienal de Alejandría.[4]
- 2005  Premio Global Crossings de  Leonardo/ISAST, Sociedad Internacional de las Artes, Ciencias y Tecnología, Los Ángeles, Estados Unidos.
- 2006  Premio de la Bienal de Dakar.[4]
- 2006  Gran premio de la XII Bienal Internacional de El Cairo.[4][7]
- 2010  Premio de la Bienal Internacional de Sharjah.[4][5]